# Liaodi-Pagode

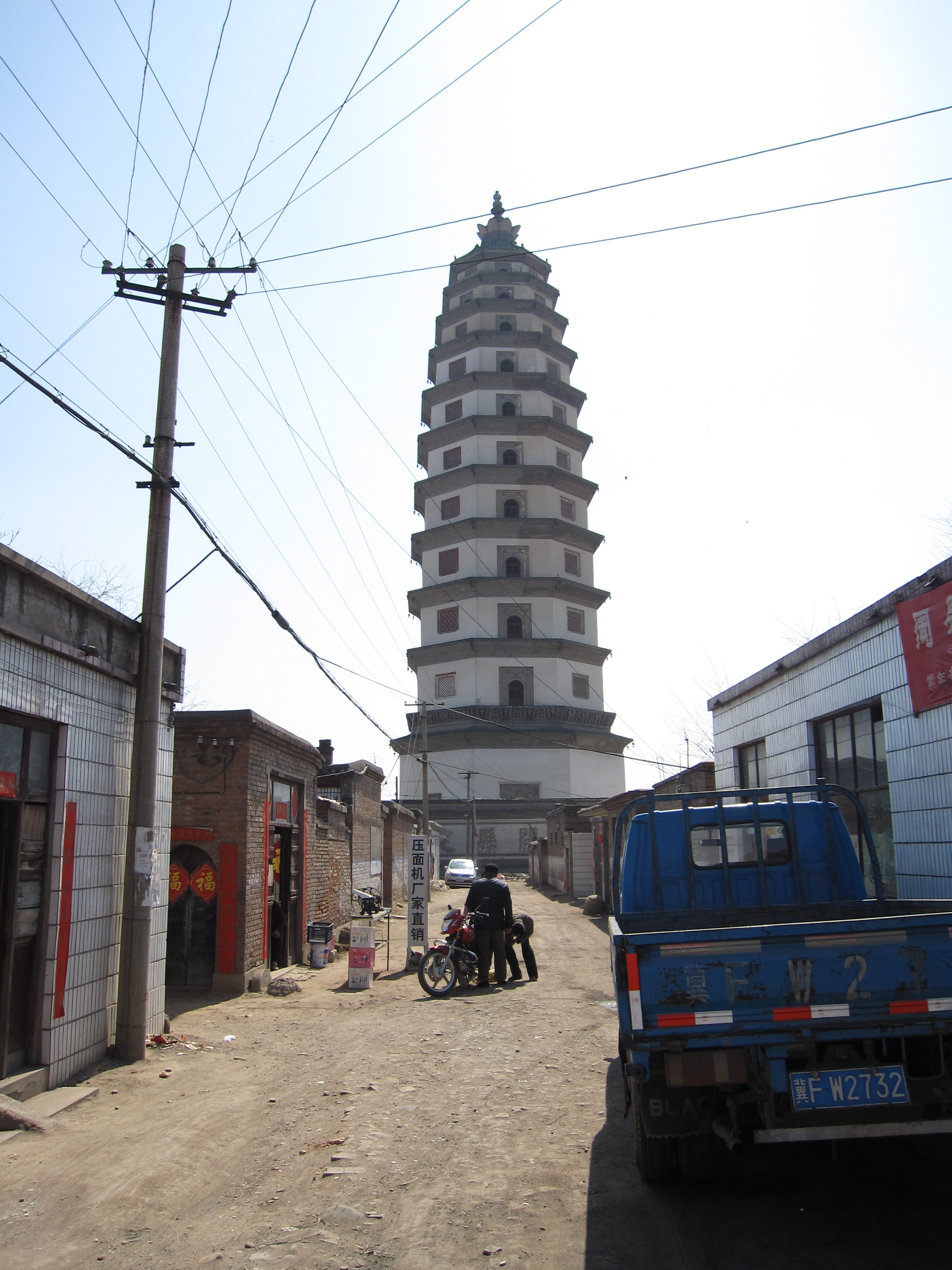
Liaodi-Pagode des Kaiyuan-Tempels in Dingzhou

Die Liaodi-Pagode (chinesisch 料敌塔, Pinyin Liàodí tǎ) bzw. Pagode des Kaiyuan-Tempels im Kreis Ding (定县开元寺塔,  Dìngxiàn Kāiyuán sì tǎ) ist eine Pagode in der chinesischen Stadt Dingzhou (dem früheren Kreis Ding bzw. „Dingxian“) der Provinz Hebei. Es handelt sich um eine achteckige, im Turmstil errichtete, elfgeschossige Ziegelpagode aus der Zeit der Nördlichen Song-Dynastie (1055 n. Chr.). Sie ist mit 84 m Höhe einer der höchsten Sakralbauten Chinas. Der ursprüngliche Kaiyuan-Tempel existiert heute nicht mehr.
Die Pagode des Kaiyuan-Tempels im Kreis Ding steht seit 1961 auf der Liste der Denkmäler der Volksrepublik China (1-70).